# Roland Föll
Roland Föll (Lausanne, 1936 - Assen, 26 mei 1964) was een Zwitsers motorcoureur en bakkenist. 

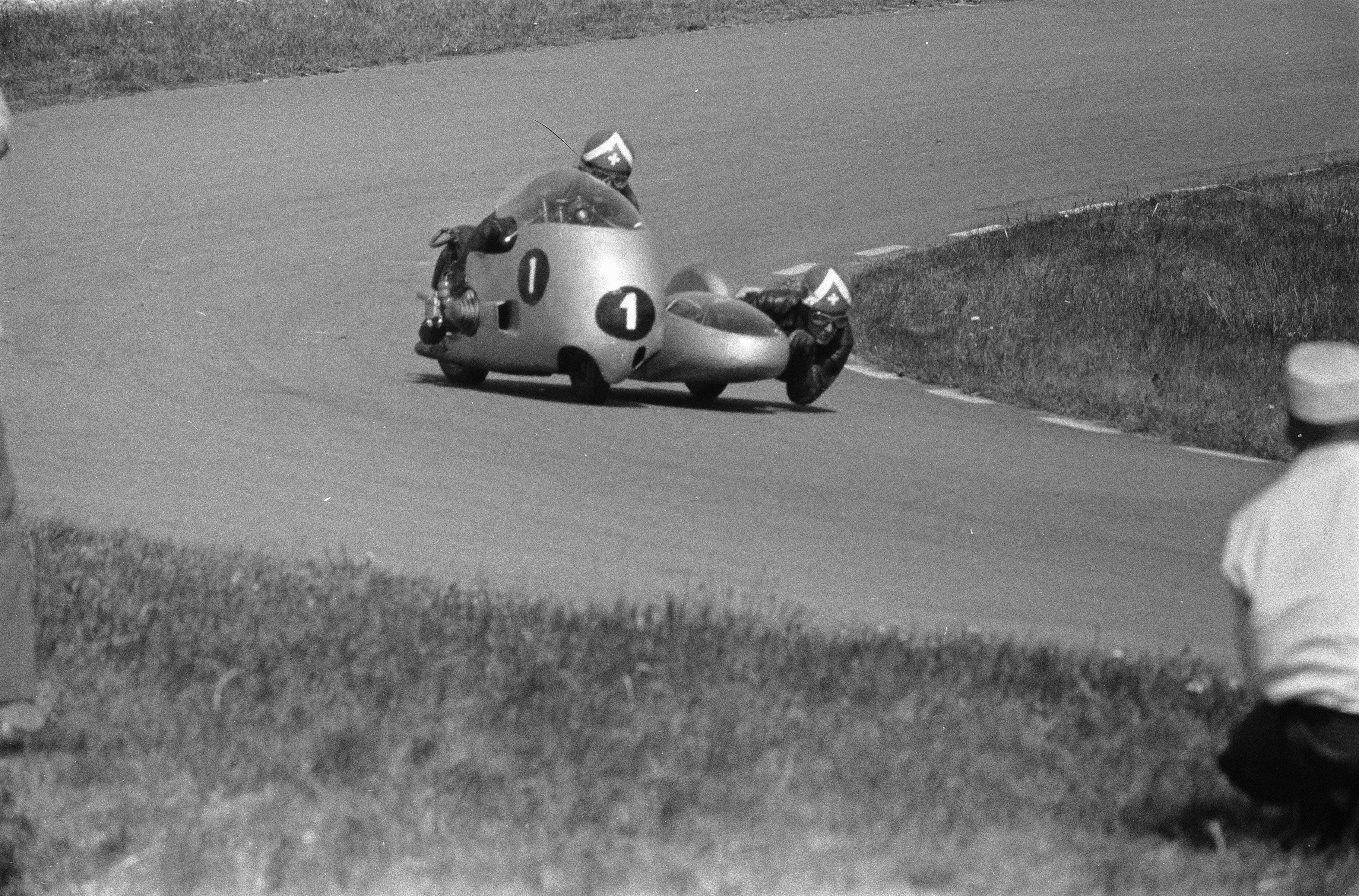
Florian Camathias/Roland Föll in Assen in 1960

## Carrière

### 1959
Roland Föll debuteerde in het wereldkampioenschap wegrace van 1959 tijdens de Belgische Grand Prix als bakkenist van Edgar Strub. De derde bakkenist inmiddels, want Strub had in dit seizoen al gereden met Jo Siffert en de Britse schrijver/journalist Mick Woollett. Strub/Föll finishten als vierde. 

### 1960
In het seizoen 1960 startte Strub echter met Hilmar Cecco, die afscheid had genomen van Florian Camathias omdat Camathias het niet eens was met Cecco's wens om ook als solorijder te starten. Camathias begon het seizoen met de Brit John Chisnell, reed de TT van Man met Robert Fiston en de TT van Assen, de GP van België met Roland Föll. Daarna deed Camathias een beroep op Gottfried Rüfenacht. Met Föll had hij geen punten gescoord, maar in beide races hadden ze de snelste ronde gereden en waren ze door technische problemen teruggevallen.

### 1961
In het seizoen 1961 begon Roland Föll ook als solocoureur aan het WK deel te nemen. In de GP van Duitsland werd hij met een Matchless G50 achtste in de 500cc-klasse. In de Franse Grand Prix scoorde hij met zijn zesde plaats een WK-punt in de 500cc-klasse. 

### 1962
In het seizoen 1962 werd hij zesde in de 500cc-Grand Prix van de DDR en in de 500cc-Grand Prix van Finland.

### 1963
In het seizoen 1963 bleek zijn voorkeur voor de Snaefell Mountain Course op het eiland Man. Hij startte in meerdere GP's met de Matchless G50, maar in de TT van Man startte hij met de Matchless in de Senior TT, met een Aermacchi Ala d'Oro 250 in de Lightweight TT en met een Ducati 125 Bialbero in de Ultra-Lightweight TT. 

### 1964
Florian Camathias en Roland Föll begonnen voortvarend aan het seizoen met overwinningen in de Eifelrennen en in de Spaanse Grand Prix met hun Gilera-viercilinder. Verder dan deze acht punten reikte het echter niet meer. Föll reed tegen de zin van Camathias ook in een aantal soloklassen. In de TT van Man, waar hij in vier soloklassen startte, werd hij al vervangen door Alfred Herzig. Tijdens de training van de TT van Assen verongelukte hij met een 125cc-Honda CR 93-productieracer. 

## Wereldkampioenschap wegrace resultaten
| Jaar | Klasse  | Coureur           | Motorfiets              | 1     | 2     | 3       | 4       | 5       | 6     | 7     | 8       | 9       | 10      | 11    | 12    | Punten | Plaats | Wereldkampioen                                 |
| ---- | ------- | ----------------- | ----------------------- | ----- | ----- | ------- | ------- | ------- | ----- | ----- | ------- | ------- | ------- | ----- | ----- | ------ | ------ | ---------------------------------------------- |
| 1959 | Zijspan | Edgar Strub       | BMW                     | FRA - | IOM - | DUI -   | NED -   | BEL 4   |       |       |         |         |         |       |       | 12     | 4e     | Walter Schneider/ Hans Strauß, BMW             |
| 1960 | Zijspan | Florian Camathias | BMW                     | FRA - | IOM - | NED 16  | BEL DNF | DUI -   |       |       |         |         |         |       |       | 12     | 4e     | Helmut Fath/ Alfred Wohlgemuth, BMW            |
| 1961 | 500 cc  | NVT               | Matchless G50           |       | DUI 8 | FRA 6   | IOM DNF | NED -   | BEL - | DDR - | ULS -   | NAT -   | ZWE 11  | ARG - |       | 1      | 25e    | Gary Hocking, MV Agusta / MV Privat            |
| 1962 | 350 cc  | NVT               | AJS 7R                  |       |       | IOM DNF | NED -   |         |       | ULS - | DDR -   | NAT -   | FIN -   |       |       | 0      | -      | Jim Redman, Honda RC 170/RC 171                |
| 1962 | 500 cc  | NVT               | Matchless G50           |       |       | IOM 18  | NED -   | BEL DNF |       | ULS - | DDR 6   | NAT 8   | FIN 6   | ARG - |       | 2      | 25e    | Mike Hailwood, MV Agusta 500 4C                |
| 1963 | 125 cc  | NVT               | Ducati 125 Bialbero     | SPA - | DUI - | FRA -   | IOM DNF | NED -   | BEL - | ULS - | DDR -   | FIN -   | NAT -   | ARG - | JAP - | 0      | -      | Hugh Anderson, Suzuki RT 62                    |
| 1963 | 250 cc  | NVT               | Aermacchi Ala d'Oro 250 | SPA - | DUI - | FRA -   | IOM DNF | NED -   | BEL - | ULS - | DDR -   |         | NAT -   | ARG - | JAP - | 0      | -      | Jim Redman, Honda RC 163                       |
| 1963 | 500 cc  | NVT               | Matchless G50           |       |       |         | IOM 16  | NED -   | BEL - | ULS - | DDR DNF | FIN DNF | NAT DNF | ARG - |       | 0      | -      | Mike Hailwood, MV Agusta 500 4C                |
| 1964 | 125 cc  | NVT               | Honda CR 93             | VST - | SPA - | FRA 6   | IOM 10  | NED (†) |       | DUI - | DDR -   | ULS -   | FIN -   | NAT - | JAP - | 1      | 24e    | Luigi Taveri, Honda 2RC 146                    |
| 1964 | 250 cc  | NVT               | Moto Guzzi              | VST - | SPA - | FRA -   | IOM DNF | NED -   | BEL - | DUI - | DDR -   | ULS -   |         | NAT - | JAP - | 0      | -      | Phil Read, Yamaha RD 56                        |
| 1964 | 350 cc  | NVT               | AJS 7R                  |       |       |         | IOM 15  | NED -   |       | DUI - | DDR -   | ULS -   | FIN -   | NAT - | JAP - | 0      | -      | Jim Redman, Honda RC 172                       |
| 1964 | 500 cc  | NVT               | Matchless G50           | VST - |       |         | IOM DNF | NED -   | BEL - | DUI - | DDR -   | ULS -   | FIN -   | NAT - |       | 0      | -      | Mike Hailwood, MV Agusta 500 4C                |
| 1964 | Zijspan | Florian Camathias | Gilera 500 4C           |       | SPA 1 | FRA -   | IOM -   | NED -   | BEL - | DUI - |         |         |         |       |       | 8      | 8e     | Max Deubel/ Emil Hörner/ Barry Dungsworth, BMW |